# Genzano Calcio a 5
L'Associazione Sportiva Genzano Calcio a 5, ufficialmente Intercart Genzano per motivi di sponsor, è stata una squadra italiana di calcio a 5 con sede a Genzano di Roma.

## Storia

### Le origini
La storia della società affonda le proprie origini nell'estate del 1979 quando una decina di amici durante la villeggiatura a Torvaianica organizzarono un torneo di calcio a 5 giocato a piedi nudi in riva al mare. Il torneo negli anni a venire ebbe un buon successo tra i villeggianti convincendo nel 1983 Stefano Leone, Paolo Viti, Stefano Dominaci, Angelo Oliva, Alfredo Zaccardi, Claudio Mercuri, Luciano Zaccardi, Bruno Pascucci, Alessandro Oliva e Marco Valentini a esportare la disciplina nella Capitale per poterla praticare durante tutto l'anno. Grazie all'interessamento di un piccolo sponsor, l'Alimentaristi Riuniti del Conad, il gruppo di amici si organizzarono in una squadra che partecipò con entusiasmo ai primi campionati regionali nonché a diverse manifestazioni organizzate dalla FIGC. Negli anni successivi si aggiunsero anche le formazioni giovanili e quella femminile di calcio a 5, mentre la squadra cambiava gradualmente organico e denominazione in ragione degli sponsor o del circolo sportivo che li ospitava: PAM Centro Sportivo Capannelle (1986-87 e 1988-89), Appio Claudio (1987-88) e infine PAM Roma Sud  che nel 1989-90 vince il campionato regionale di serie A venendo promossa in serie B nazionale.

### Il Roma 3Z
La prima stagione nelle categorie nazionali segna l'esordio della denominazione Roma 3Z in onore dell'omonimo circolo sportivo che l'anno seguente inaugura una nuova struttura dedicata al calcio a 5. Alla quarta stagione consecutiva di Serie B nel 1993-94 la Roma 3Z vince il proprio girone dopo un appassionante testa a testa con la Brillante Roma, conquistando la promozione in serie A. L'esperienza nella massima serie durò tuttavia appena una stagione: seppur ad appena due punti dalla salvezza, la squadra chiuse la stagione regolare al penultimo posto, retrocedendo. Dopo un avvio negativo nel 1995-96 la squadra, fortemente rinnovata con la conferma di appena 3 giocatori su 16, risale gradualmente la china fino al terzo posto finale.

### Il trasferimento a Genzano
In virtù di un'amicizia comune, nel 1996-97 il club decide di trasferire la prima squadra (la formazione Under-18 resta a giocare al circolo casalingo di Roma) a Genzano di Roma assumendo la denominazione Cynthia Calcio a 5. 
Per la prima volta la squadra gioca le partite interne in un palazzetto con un pavimento in cemento industriale, confermando il terzo posto della stagione precedente. La stagione seguente si registra la fusione con l'Arca Academy Tours guidata da Alessandro Pomposelli che permette alla neonata Cynthia Genzano di disputare il campionato di serie A 1997-98, concluso all'ottavo posto nella stagione regolare e ai quarti di finale dei play-off scudetto. La stagione seguente si registra l'avvicendamento di Pomposelli con Agenore Maurizi alla guida della squadra; la società assume la denominazione definitiva di Genzano Calcio a 5, migliorando la posizione in campionato ma non quella nei play-off dove è nuovamente eliminata ai quarti per mano dell'Augusta.

### I trionfi in patria e l'European Champions Tournament

La rosa dell'Intercart Genzano vincitore di scudetto e Coppa Italia nella stagione 1999-2000

La stagione 1999-2000 segna l'uscita di scena del gruppo del Roma 3Z e la contemporanea affermazione della squadra sia in campionato che in Coppa Italia. Il gruppo, composto da una miscela di giovani promesse e giocatori esperti tra cui Roberto Matranga, Massimo Rinaldi, Daverson Franzoi, Carlos Sánchez e l'emergente Luca Ippoliti arriva secondo nella stagione regolare ad appena due punti dalla BNL ma nei play-off confeziona il proprio capolavoro fino alla finale contro la Lazio che sconfigge a domicilio e quindi ferma sul pareggio nel ritorno al PalaCesaroni davanti a oltre 3000 spettatori. Anche in Coppa Italia la squadra ottiene il massimo: eliminate in sequenza Afragola, BNL e Lazio, in una finale molto equilibrata si impone sull'Augusta solamente ai rigori, vincendo il primo trofeo nazionale della propria storia.
In quanto campione nazionale in carica nella stagione successiva prende parte all'European Champions Tournament, manifestazione nella quale raccoglie due vittorie e altrettante sconfitte che significarono il terzo posto alle spalle del Playas de Castellón campione e della Dina Mosca finalista. In patria la squadra disputò una stagione anonima: sesto posto in campionato, quarti di finale play-off e ottavi di finale in Coppa Italia.

### Le ultime stagioni
Nelle stagioni successive la squadra disputò tre campionati di metà classifica, senza mai superare i quarti di finale sia nei play-off scudetto sia in Coppa Italia. La stagione 2004-05 segna l'ultimo atto del Genzano: giunta undicesima in classifica la società fu sconfitta nei play-out dal Napoli, retrocedendo. La società tuttavia non si iscriverà al campionato di A2, fondendosi con la Lazio e cedendo il proprio titolo all'Ariccia Futsal.

## Cronistoria
| Cronistoria del Genzano C5 |
| --- |
| - 1996 · La Roma 3Z sposta sede sociale e campo di gioco a Genzano di Roma, assumendo la denominazione Cynthia C5. - 1996-97 · 3ª nel girone ? di Serie B. - 1997 · Incorpora l'Arca Academy Tours, assume la denominazione Cynthia Genzano C5. - 1997-98 · 8ª in Serie A. Quarti di finale play-off scudetto. Ottavi di finale di Coppa Italia. - 1998 · Assume la denominazione Genzano C5. - 1998-99 · 4ª in Serie A. Quarti di finale play-off scudetto. - 1999-00 · 2ª in Serie A, Campione d'Italia (1º titolo) Vince la Coppa Italia (1º titolo). - 2000-01 · 6ª in Serie A. Quarti di finale play-off scudetto. Ottavi di finale di Coppa Italia. 3ª all'European Champions Tournament - 2001-02 · 8ª in Serie A. 1º turno play-off scudetto. Ottavi di finale di Coppa Italia. - 2002-03 · 6ª in Serie A. Quarti di finale play-off scudetto. Ottavi di finale di Coppa Italia. - 2003-04 · 8ª in Serie A. Quarti di finale play-off scudetto. Quarti di finale di Coppa Italia. - 2004-05 · 11ª in Serie A. Retrocessa in Serie A2. Sconfitta nello spareggio promozione-salvezza. - 2005 · Viene incorporata dalla Lazio. |

## Statistiche e record

### Partecipazione ai campionati
| Livello | Categoria | Partecipazioni | Debutto   | Ultima stagione |
| ------- | --------- | -------------- | --------- | --------------- |
| 1°      | Serie A   | 8              | 1997-1998 | 2004-2005       |
| 2°      | Serie B   | 1              | 1996-1997 | 1996-1997       |

## Palmarès
- Campionato italiano: 1

1999-2000
- Coppa Italia: 1

1999-2000